# Mohtaram Eskandari
Mohtaram Eskandari, född 1895, död 1925, var en iransk prinsessa, feminist och kvinnorättsaktivist. 
Hon tillhörde en bildad och intellektuell västinfluerad familj. Hennes far, som var en del av den konstitutionella rörelsen, tog under hennes uppväxt med henne på mötena hos Anjoman Horriyyat Nsevan, där man diskuterade kvinnors ställning. Efter den konstitutionella revolutionen grundades flickskolor i Persien, och hon blev föreståndare för en av dessa. Det rådde en stor besvikelse hos Persiens nyuppkomna kvinnorörelse om att kvinnor inte hade fått rösträtt och andra rättigheter efter den konstitutionella revolutionen. 
Hon grundade år 1922  Irans första officiella kvinnorättsorganisation, Jam'iyat-e Nesvan-e Vatankhah, tillsammans med Noor-ol-Hoda Mangeneh och Mastoureh Afshar.